# ほ
ほ、ホは、日本語の音節のひとつであり、仮名のひとつである。1モーラを形成する。五十音図において第6行第5段（は行お段）に位置する。清音の他、濁音（ぼ、ボ）と半濁音（ぽ、ポ）を持つ。

## 概要

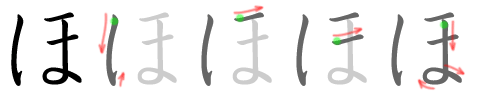
「ほ」の筆順

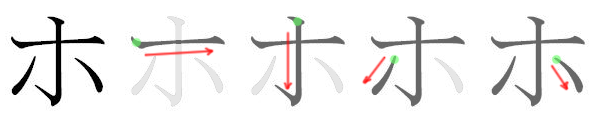
「ホ」の筆順

- 現代標準語の音韻: 1子音と1母音「お」からなる音。子音は、次の通り。
  - 清音 「ほ」: 声帯を近づけてその間を通る息の摩擦音。無声。
  - 濁音 「ぼ」: 両唇を閉じてから開く破裂音。有声子音。
  - 半濁音 「ぽ」: 両唇を閉じてから開く破裂音。無声子音。
  - 歴史的仮名遣いでは、文節のはじめ以外の「ほ」は「お」と発音する[1]。
- 五十音順: 第30位。
- いろは順: 第5位。「に」の次。「へ」の前。
- 平仮名「ほ」の字形: 「保」の草体
- 片仮名「ホ」の字形: 「保」の部分 (終わりの4画。『広辞苑』第6版を参照せよ。)
- ローマ字
  - ほ: ho
  - ぼ: bo
  - ぽ: po
- 点字:
- 通話表: 「保険のホ」
- モールス信号: －・・
- 手旗信号：1→2→10

- 発音: ほ[ヘルプ/ファイル]

## ほ に関わる諸事項
- 音楽の音名で、「ミ」の音（E）を表す。→ホ (音名)
- ほの字とは、「ほ」が頭文字の状態、という意味であり「惚れている」ということを表す。
- 「ホ」 - 日本の鉄道車両の形式に使用される記号。
  - 積車重量22.5〜27.5t未満のボギー客車を表す重量記号。
  - 貨車（ホッパ車）を表す用途記号。
- 「ホ」 - 大日本帝国陸軍の航空機関砲の形式に使用される記号。
- 片仮名の「ホ」は元となった漢字「保」の「木」の部分の変形から造られているため、結果的には漢字「木」の変形となっている。また、「木」の両払いを点にして「ホ」のように書くことも少なくない。
  - 台湾の国字標準字体は、脚の位置にある「木」の部分は払いを点にして「ホ」形で書くことを定めている。